# Feldflieger-Abteilung 36
Feldflieger-Abteilung Nr. 36 – FFA 36 (Polowy oddział lotniczy nr 36) – jednostka obserwacyjna i rozpoznawcza lotnictwa niemieckiego Luftstreitkräfte z początkowego okresu I wojny światowej.

## Informacje ogólne
Jednostka została utworzona w pierwszym miesiącu I wojny światowej, w dniu 22 sierpnia 1914 roku w Festtungsfliegerabteilung 4 w twierdzy Poznań i weszła w skład większej jednostki 1 Kompanii Batalionu Lotniczego nr 2 w poznaniu. Jednostka uczestniczyła w walkach na froncie wschodnim oraz w Rumunii. 
11 stycznia 1917 roku jednostka została przeformowana i zmieniona w Fliegerabteilung 36 - (FA 36).